# روبرت مارتن (سياسي أمريكي)
روبرت مارتن (بالإنجليزية: Robert Martin)‏ هو سياسي أمريكي، ولد في 13 يناير 1947. حزبياً، نشط في الحزب الجمهوري. وقد انتخب عضو مجلس ولاية نيوجيرسي وانتخب عضو جمعية نيوجيرسي العامة.